# Прусси (Псковская область)
Пру́сси — деревня в Струго-Красненском районе Псковской области России. Входит в состав сельского поселения «Марьинская волость».

## География
Находится на северо-востоке региона, в северной части района, в обезлесенной местности. Стоит на местной дороге Страшево — Обод.
Уличная сеть не развита.

## История
Первое упоминание — 1498 год. В списках селений Хмерского погоста Шелонской пятины упоминалась деревня Прусы.
До прихода советской власти — имение.
В 1918-23 годах — центр Прусского сельсовета Хмерской волости Лужского уезда.
В 1941—1944 гг. деревня находилась под фашистской оккупацией войсками Гитлеровской Германии.
Согласно Закону Псковской области от 28 февраля 2005 года деревня Прусси вошла в состав образованного муниципального образования «Марьинская волость».

## Население
| 2001 | 2002 | 2010 | 2011 |
| ---- | ---- | ---- | ---- |
| 9    | ↘5   | ↘3   | ↗5   |

## Инфраструктура
В 1934-39 годах действовал колхоз «Новые Прусси». В 1939-41 гг., 1944-50 гг.
деревни Прусси и Захонка составили колхоз «Новая Захонка». В 1950—1992 гг. действовала бригада Прусси; до 1960 колхоза «За коммунизм», в 1960-70 гг. — колхоза имени Ленина, с 1970 г. — совхоза «Пламя». Работали: ферма по выращиванию молодняка КРС, молочнотоварная ферма — в XXI веке это развалины.
Дачи.

## Транспорт
Деревня доступна по просёлочной дороге.